# Seymour Chatman
Seymour Chatman (30 agosto 1928 – Berkeley, 4 novembre 2015) è stato un critico letterario e critico cinematografico statunitense.
È stato, inoltre, un professore emerito di retorica all'Università della California - Berkeley. È una delle più significanti figure della narratologia (teoria della narrativa) americana, essendo ritenuto un importante rappresentante della sua branca strutturalista o "classica".

## Contributi
Nel campo della narratologia Chatman ha contribuito con numerose ricerche e teorie. Una di queste è il suo schema, che riassume quello che lui chiama "piano espressivo" di una narrativa (da unirsi al "piano della storia"). Sia il piano espressivo che quello della storia sono analizzati in "Storia e Discorso".

## Lavori pubblicati
Tra i suoi lavori che sono stati a volte tradotti in molte lingue ci sono: A Theory of Meter (1965), Literary Style (1971, a cura di), The Later Style of Henry James (1972), Approaches to Poetics (1973, a cura di), Cinematic Discourse: The Semiotics of Narrative Voice and Point of View in "Citizen Kane" (Centro Internazionale di Semiotica e di Linguistica dell'Università degli Studi di Urbino, 1977), Story and Discourse. Narrative Structure in fiction and Film (1978), A Semiotic Landscape (a cura di, con Umberto Eco, 1979), Michelangelo Antonioni, or, the Surface of the World (1986), Coming to Terms. The Rhetoric of Narrative in Fiction and Film (1990), Reading Narrative Fiction (1993, a cura di), New Perspectives on Narrative Perspective (a cura di, 2001) e Michelangelo Antonioni: The Complete Films (2004, con Paul Duncan).
In italiano
- Storia e discorso. La struttura narrativa nel romanzo e nel film, trad. Elisabetta Graziosi, Parma: Pratiche, 1981; Milano: Net, 2003; Milano: Il Saggiatore, 2010 ISBN 9788856501858
- Michelangelo Antonioni. L'indagine, 1912-2007, a cura di Paul Duncan, Taschen, 2008
- Introduzione a Graham Greene Il terzo uomo, trad. di Alessandro Carrera, Milano: Oscar Mondadori, 2012 ISBN 9788804622208